# 140 (jeu vidéo)
140 est un jeu vidéo de plates-formes indépendant développé par Jeppe Carlsen, connu pour avoir dirigé la conception du gameplay de Limbo. Le jeu est décrit comme un « jeu de plates-formes minimaliste » utilisant de la musique électronique pour créer une synesthésie lorsque le joueur contrôle son avatar, un personnage qui peut prendre plusieurs formes géométriques, à travers les niveaux, en rythme avec la musique. Le gameplay a été comparé à celui d'autres jeux similaires qui utilisent la synchronisation avec la musique, comme Sound Shapes et la série Bit.Trip, mais comportant des passages de plates-formes difficiles comparables à ceux de la série des Mega Man. Le jeu est publié sur Microsoft Windows, OS X, et Linux en octobre 2013, sur Xbox One en août 2016, et sur PlayStation 4, PlayStation Vita et Wii U en septembre 2016.

## Système de jeu
Carslen décrit 140 comme un « jeu de plates-formes old school », mais où le défi réside « dans la synchronisation des mouvements et sauts avec les éléments contrôlés par la musique » : à mesure que le joueur progresse dans un niveau, la musique change et reflète la difficulté des éléments de plates-formes. Le joueur contrôle une forme géométrique – un carré à l'arrêt, un cercle en mouvement et un triangle lors du saut – à travers un environnement en 2D composé de formes géométriques simples, avec pour objectif d'atteindre la fin du parcours. Divers obstacles et ennemis, également représentés par des formes géométriques, mesurent les compétences du joueur et le renvoie au dernier point de passage lorsqu'ils le touchent. Beaucoup de ces obstacles et ennemis ont des actions synchronisés avec la musique, ce qui aide le joueur à progresser dans le niveau : des plates-formes apparaissent et disparaissent en rythme avec la musique, tandis que les ennemis tirent en suivant la mélodie.

## Développement

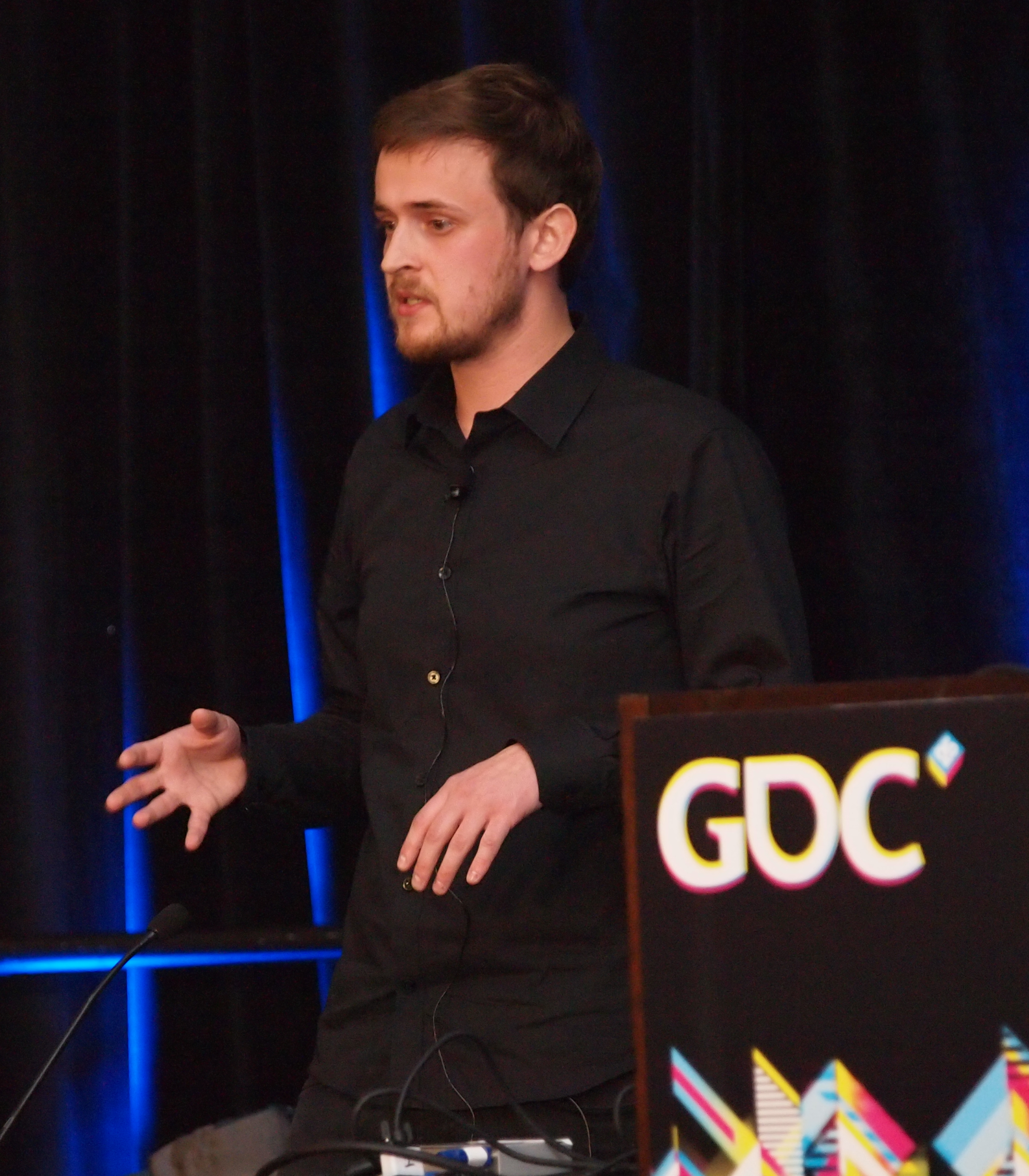
Jeppe Carlsen au Game Developers Conference de 2011.

140 est un projet développé par Carlsen en dehors de son travail à Playdead. L'idée originale est née d'un prototype Carlsen de jeu de plates-formes s'apparentant à Mega Man, où le joueur pouvait lancer une balle en ligne droite qui rebondissait sur les murs pour déclencher des effets. Carlsen entreprend également le projet d'apprendre à se servir du moteur Unity. Après avoir ajouté des extraits audio dans le jeu, il remarque une juxtaposition intéressante entre les éléments de plates-formes et la musique : le niveau « dansait avec la musique », et recentre le jeu sur son concept final. Carlsen travaille sur le titre pendant environ deux ans, et est aidé par Jakob Schmid, un ami et collègue à Playdead, qui a créé toute la musique et le son du jeu, et par Niels Fyrst et Andreas Peiterson pour les graphismes.
En avril 2016, Carlsen annonce qu'Abstraction Games et Double Fine Productions l'aident à porter le jeu sur PlayStation 4, PlayStation Vita, Xbox One, Wii U et Nintendo 3DS avec une sortie prévue au 4e trimestre 2016,. La version Xbox One est publiée le 30 août 2016.
Le 20 juin 2017, une mise à jour des versions PC, OS X et Linux du jeu est publiée, ajoutant un quatrième niveau.

## Accueil
140 remporte le prix « Excellence in Audio » à l'Independent Games Festival de 2013, et reçoit une mention d'honneur dans la catégorie « Technical Excellence ».
Edge considère que le jeu apparaît d'abord en contraste avec le travail précédent de Carlsen sur Limbo, mais qu'à mesure que le joueur progresse dans le jeu, les différentes mécaniques de 140 montrent des caractéristiques similaires à celles de la plupart des énigmes et situations que Carlsen avait développées pour Limbo. Ryan Cartmel de Hardcore Gamer, donne au jeu une note de 4/5, en le qualifiant de « minimalisme réussi ». Derrick Sanskrit de The A.V. Club décrit 140 comme « un jeu très rapide et intelligent » et fait l'éloge de son design minimaliste, qui permet au joueur de se concentrer sur le rythme et le gameplay.